# Dangbe West
Dystrykt Dangbe West (Dangme West) jest dystryktem w Regionie Wielka Akra w Ghanie ze stolicą w Dodowa.
Dystrykt zlokalizowany jest w południowo-wschodniej części Ghany, w bliskim położeniu Tema – największego portu morskiego w kraju i stolicy Akry, w której znajduje się międzynarodowy lotnisko.
Utworzony został w roku 1998 przez podział dawnego dystryktu Dangme w wyniku reformy administracyjnej będącej polityką decentralizacji kraju. Jest to największy dystrykt Regionie Wielka Akra.
Na południowym zachodzie graniczy z okręgiem miejskim Tema, który łączy się z metropolią Akry tworząc najbardziej uprzemysłowione i skomercjalizowane centrum Ghany. Od południa przylega do Oceanu Atlantyckiego z piękną linią brzegową ciągnącą się na długości ponad 37 km. Dystrykt jest częścią centralnych obszarów równin Akry.
Większe miasta w dystrykcie:
- Prampram
- Old Ningo
- Dodowa
- New Ningo
- Afienya
- Asutsuare
- Dawhenya